# Hystricia currani
Hystricia currani là một loài ruồi trong họ Tachinidae.